# Courtney Trouble
Courtney Trouble (* 15. September 1982) ist eine US-amerikanische Pornodarstellerin und -regisseurin.

## Leben
Trouble wuchs in Tacoma, Washington auf. Ihr Vater war alleinerziehend. Nach ihrer eigenen Einschätzung fehlte ihr dadurch eine weibliche Bezugsperson, und sie sieht sich rückblickend als Tomboy. Bereits als Jugendliche war sie bisexuell. Mit 18 Jahren begann sie, bei einer Telefonsexhotline zu arbeiten.
Sie besuchte eine Fotografenschule und gründete im März 2002 die Internetseite Nofauxxx.com mit dem Ziel, authentische Pornografie zu machen, die sich vom Mainstream und auch von Alt porn unterscheidet. In dem Zusammenhang prägte sie den Begriff Queer Porn. Während Nofauxxx.com regelmäßig als erste Queer-Porn-Webseite bezeichnet wird, gab es nach Angaben von Trouble selbst 2002 bereits zwei andere Internetseiten mit ähnlichen Konzepten, die allerdings den Begriff Queer nicht verwenden.
2009 erschienen ihr Film Seven Minutes in Heaven: Coming Out, der als erster queerer Gonzo-Porno gilt, sowie Roulette, der unter anderem auf dem Pornfilmfestival Berlin gezeigt wurde. Im Programm dieses Festivals sind seitdem regelmäßig Filme von Courtney Trouble vertreten, darunter die Fortsetzungen Roulette Berlin, Roulette Dirty South und Roulette Toronto. Auch an Fucking Different XXX war sie beteiligt. 2010 war Trouble Mitglied der Jury, die den Kurzfilmpreis des Pornfilmfestivals Berlin verlieh.

## Auszeichnungen
- 2009: Feminist Porn Award: Most Deliciously Diverse Cast für Roulette[14]
- 2011: Feminist Porn Award: Most Tantalizing Trans Film für Billy Castro Does The Mission[15]
- 2011: Feminist Porn Award: Honored Website für QueerPorn.tv (zusammen mit Tina Horn)[15]